# Klas Göran Nissén
Klas Göran Nissén, född den 2 augusti 1956, är en svensk före detta friidrottare (medeldistanslöpare). Han tävlade för Sundbybergs IK. 